# Tente du cervelet
La tente du cervelet (en latin tentorium cerebelli) est un double repli de la dure-mère, transverse, en forme de faucille, et séparant le cerveau du cervelet. Elle est étendue transversalement et forme un toit à deux versants inclinés au-dessus de la fosse cérébelleuse.
Elle présente deux faces et deux bords :
- la face supérieure supporte les lobes occipitaux et adhère sur la ligne médiane à la base postérieure de la faux du cerveau, au niveau du sinus droit ;
- la face inférieure recouvre le cervelet et adhère sur la ligne médiane à la faux du cervelet ;
- le bord antérieur, appelé également petite circonférence, libre, concave en avant, et largement échancré. Avec la lame quadrilatère du sphénoïde et la gouttière basilaire de l’occipital, elle forme l'incisure de la tente du cervelet (ancien foramen ovale de Pacchioni), pour le passage du tronc cérébral. À chacune de ses extrémités, la petite circonférence croise la grande circonférence en passant au-dessus de celle-ci, et va s’insérer sur les apophyses clinoïdes antérieurs.
- le bord postérieur, ou grande circonférence, convexe en arrière, adhère fortement à la boîte crânienne. Elle s’insère à sa partie postérieure sur la tubérosité occipitale interne et sur les deux lèvres des gouttières des sinus latéraux droit et gauche, englobant ces sinus dans ses dédoublements pour se terminer sur les processus clinoïdes postérieurs.